# Udzungwa-Berge

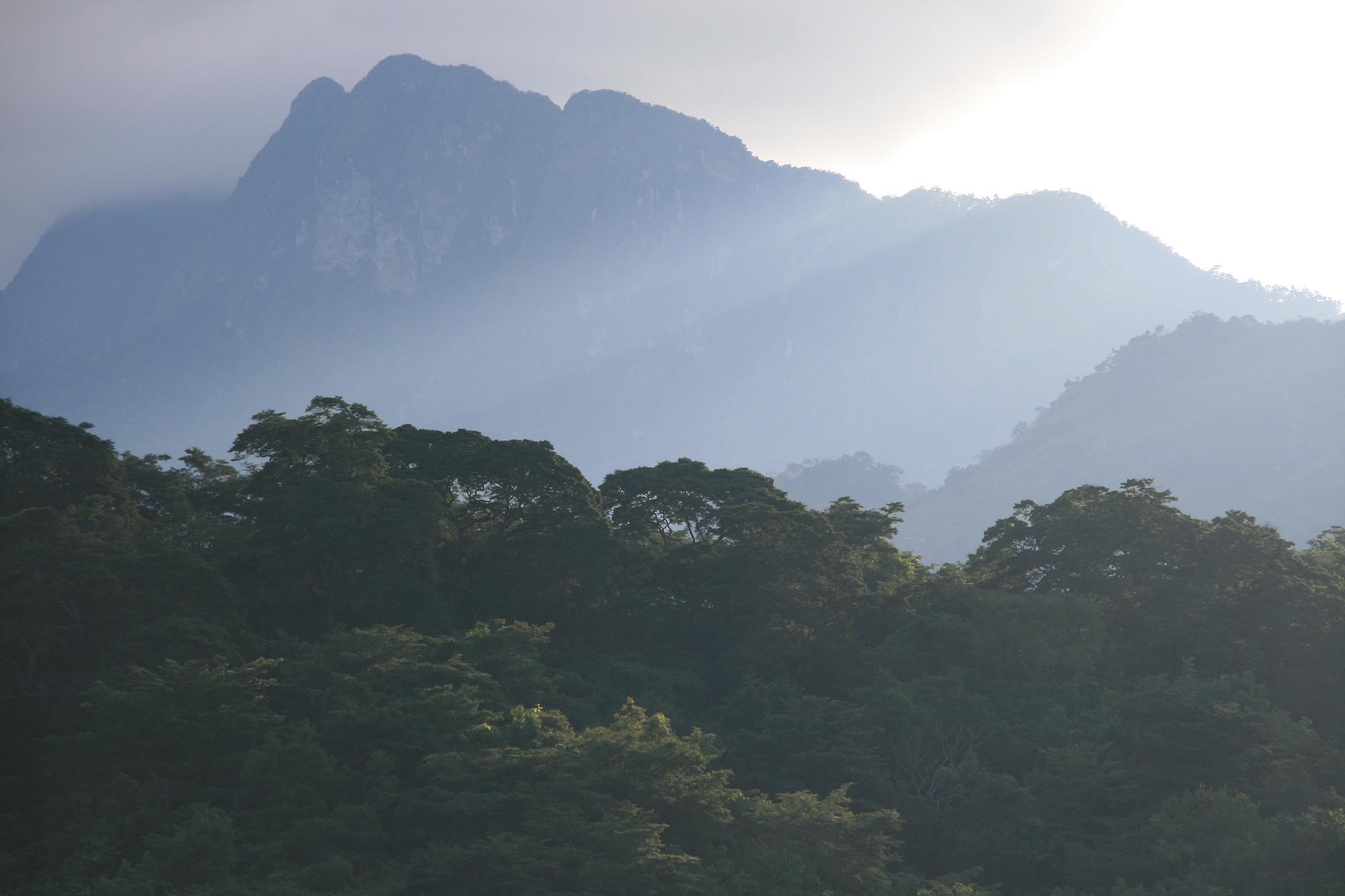
Udzungwa Mountains

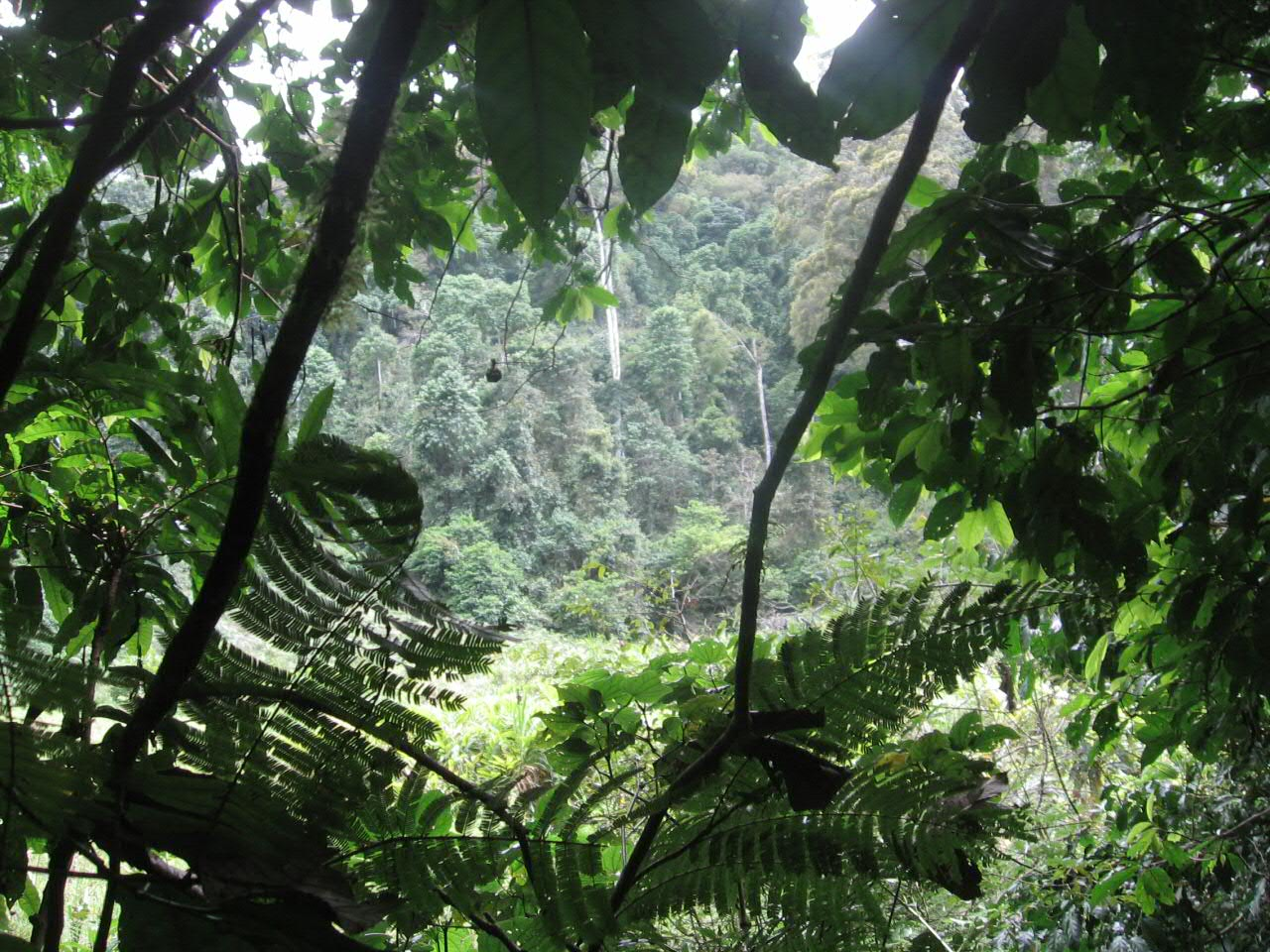
Regenwald in den Udzungwa Mountains

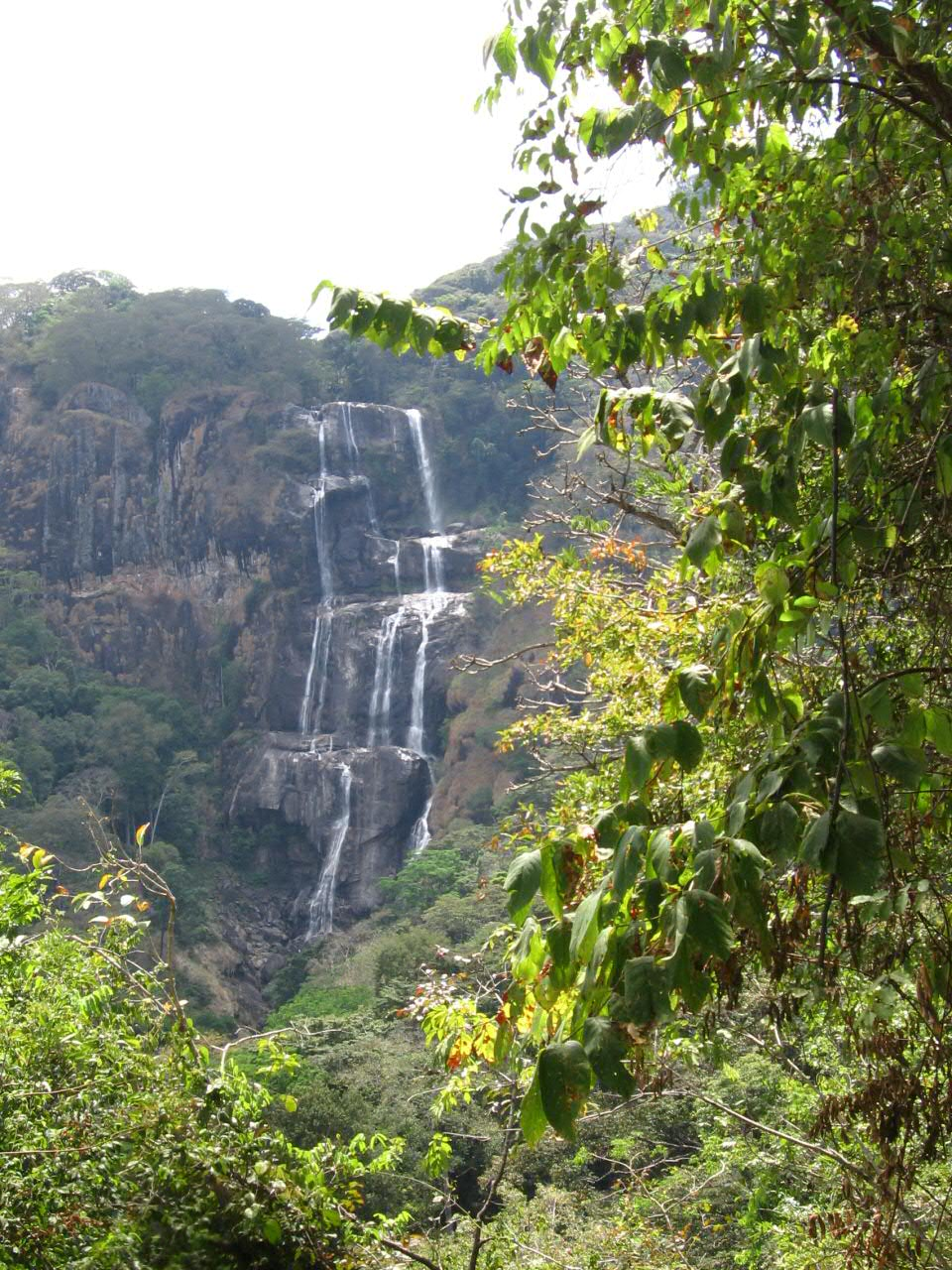
Sanje Falls

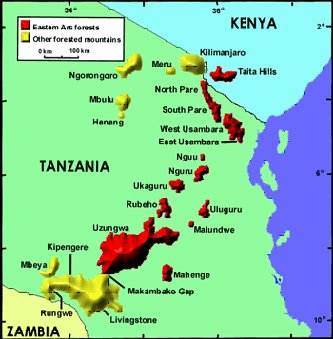
Lage der Udzungwa Mountains

Die Udzungwa-Berge stellen das größte Bergmassiv in der Kette der geologisch  circa 200 Millionen Jahre alten Eastern Arc Mountains. Sie zählen zu den artenreichsten Regionen der Erde und beherbergen einen hohen Anteil endemischer Arten.

## Geographie
Die Udzungwa Mountains liegen im Zentrum von Tansania (7°40’–8°40’ S und 35°10’–36°50’ O). Sie befinden sich überwiegend in der Region Iringa (in den Distrikten Kilolo, Mufindi) sowie in geringerem Umfang in der Region Morogoro (Distrikte Kilosa und Kilombero). In den Bergen liegen mindestens 146 Dörfer/Siedlungen, die von etwa 700.000 Menschen bewohnt werden. Die höchste Erhebung ist mit 2.576 m der Luhombero im Westen. Der zweithöchste Gipfel ist mit 2265 m der Mwanihana im Südosten.
Die Sanje Falls bestehen aus einer Kaskade aus drei Wasserfällen, die sich insgesamt über 300 m in die Tiefe ergießen.

## Ökosystem
Die Massive der Eastern Arc Mountains tragen Reste von Regenwäldern, die vor etwa 30 Millionen Jahren entstanden sind. Sowohl das Bergmassiv als auch der Waldanteil der Udzungwa Mountains sind besonders groß. Das Waldgebiet der Udzungwa Mountains umfasst eine Gesamtfläche von etwa 10.000 km² und ist besonders artenreich. Es erstreckt sich auf Höhen von 300 m bis über 2.000 m und hat damit die größte vertikale Ausdehnung aller ostafrikanischen Waldgebiete.
In den tiefliegenden Gebieten im Osten, mit teils tropischem Regenwald, wachsen Bäume von bis zu 50 m Höhe, die zentralen und südlichen Gebiete des Parks in Höhenlagen bis 1.000 m werden von Grasland, Miombo-Wald und wenigen Bergwäldern bedeckt. Im Westen befinden sich Steppen und Steppenwälder.
Durch die langen Entwicklungszeiten, die Isolation (durch die umgebenden Steppen) und die Vielfalt der Habitate zählen die Udzungwa Mountains zu den Gebieten mit der weltweit höchsten Biodiversität.
Bisher wurden 118 Säugetier-Arten nachgewiesen, darunter 5 strikte Endemiten: Die beiden Primaten-Arten Udzungwa-Stummelaffe (Piliocolobus gordonorum) und Sanje-Mangabe (Cercocebus sanjei), sowie die Spitzmaus Congosorex phillipsorum, das Graugesichtige Rüsselhündchen (Rhynchocyon udzungwensis) und Myosorex kihaulei als Vertreter der Afrikanische Waldspitzmäuse sind nur in den Udzungwa-Bergen heimisch.
Weitere Endemiten oder Fast-Endemiten sind Rotflügel-Nektarvogel (Cinnyris rufipennis), Udzungwawachtel (Xenoperdix udzungwensi), Kipunji-Affe (Rungwecebus kipunji), Sansibar-Galago (Galago zanzibaricus) und Abbott-Ducker (Cephalophus spadix).
Dem Schutz dieses Ökosystems dient der seit dem Jahr 1992 bestehende, 1900 km² große Udzungwa-Mountains-Nationalpark.